# Žukov (Oblast' di Kaluga)
Žukov (in russo Жуков?), fino al 1974 Ugodskij Zavod, è una cittadina della Russia europea, nell'Oblast' di Kaluga, a circa 100 km da Mosca in direzione sud-est. La città porta il nome del famoso generale sovietico Georgij Konstantinovič Žukov artefice della vittoria sovietica contro la Germania nazista durante la Grande guerra patriottica, che qui vi nacque.